# 拉西卡·拉吉
拉西卡·拉吉（英語：Rasika Raje，1995年9月27日—），印度女子羽毛球運動員。

## 簡歷
2016年10月，拉西卡·拉吉出戰波蘭羽毛球公開賽，拿得女子單打比賽亞軍。

## 主要比賽成績
只列出曾進入準決賽的國際賽事成績：
| 年份   | 賽事                 | 公開賽級別 | 項目     | 成績   |
| ------ | -------------------- | ---------- | -------- | ------ |
| 2016年 | 波蘭羽毛球公開賽     | 國際挑戰賽 | 女子單打 | 亞軍   |
| 2017年 | 印度羽毛球國際系列賽 | 國際系列賽 | 女子單打 | 準決賽 |

| 2007-2017年 | 首要超級賽 | 超級賽 | 黃金大獎賽 | 大獎賽 | 國際挑戰賽 | 國際系列賽 | 未來系列賽 | 其他 |

| 2018-2026年 | 總決賽 | 超級1000賽 | 超級750賽 | 超級500賽 | 超級300賽 | 超級100賽 | 國際挑戰賽 | 國際系列賽 | 未來系列賽 | 其他 |